# Tengku Permaisuri Norashikin
Tengku Permaisuri Norashikin (Kuala Lumpur, 4 giugno 1971) Tengku Permaisuri di Selangor dal 2016.

## Biografia
Norashikin binti Abdul Rahman è nata a Kuala Lumpur il 4 giugno 1971 ed è la terza figlia dei suoi genitori.
Dopo gli studi ha lavorato come assistente di volo per la Malaysia Airlines e poi come annunciatrice alla Radio Televisyen Malaysia. Ha vinto il premio per il miglior presentatore TV per due volte, nel 2001 e nel 2005 al Seri Angkasa Award (ASA).
In prime nozze si è sposata con il capitano della Etihad Airways Mustapha Kamal Halim. Hanno avuto due figli: Nur Amanda e Adam Salleh. In seguito hanno divorziato.

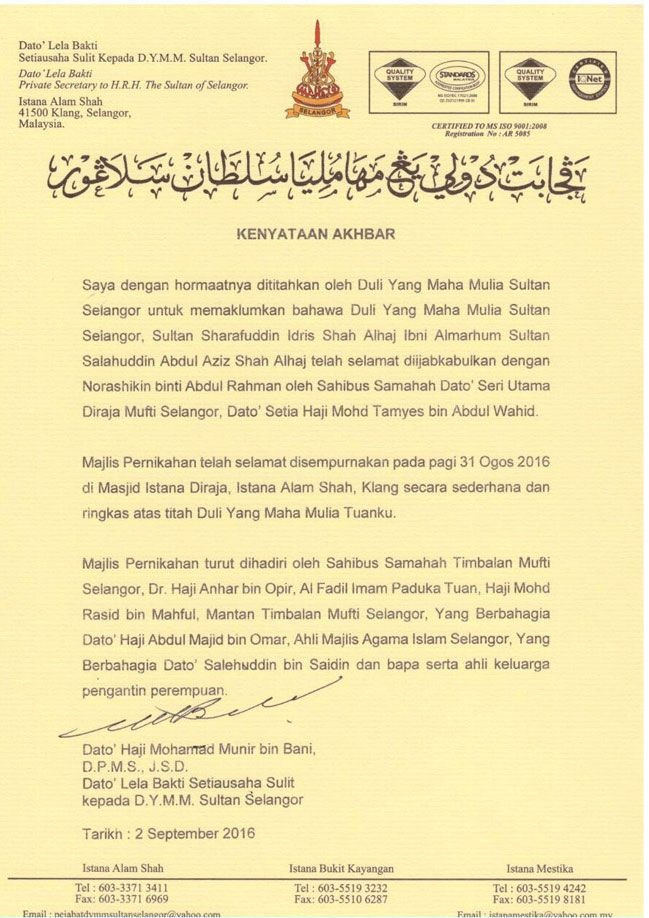
Comunicato stampa del matrimonio

Il 31 agosto 2016, presso la moschea del palazzo reale di Istana Alam Shah a Klang, si è risposata con il sultano Sharafuddin di Selangor. Il rito è stato solennizzato dal mufti di Selangor Datuk Mohd Tamyes Abd Wahid che è stato assistito dal vice mufti dott. Anhar Opir, dall'Imam Mohd Rasid Mahful e dall'ex vice mufti Datuk Abdul Majid Omar. Alla semplice cerimonia hanno partecipato anche i parenti stretti degli sposi. L'8 settembre ha ricevuto il titolo di Tengku Permaisuri di Selangor con l'appellativo di altezza reale.